# The Malibu Sessions
The Malibu Sessions è il sesto album in studio della cantante statunitense Colbie Caillat, pubblicato nel 2016.

## Tracce
1. Gypsy Heart – 4:41
2. Goldmine – 3:25
3. Cruisin' – 3:22
4. Like Tomorrow Never Comes – 3:34
5. Only You – 3:16
6. Good Thing – 3:52
7. Runnin' – 3:40
8. Never Got Away – 3:37
9. Don't Wanna Love You – 4:04
10. In Love Again – 3:30
11. Now – 5:13